# Physalis integrifolia
Physalis integrifolia är en potatisväxtart som först beskrevs av Michel Félix Dunal, och fick sitt nu gällande namn av Daniel Bertram Ward. Physalis integrifolia ingår i släktet lyktörter, och familjen potatisväxter. Inga underarter finns listade i Catalogue of Life.